# JAG国際エナジー
JAG国際エナジー株式会社（ジェイエイジーこくさいエナジー）は、エネルギー事業案件の開発・建設・発電・保守維持、新電力などの事業を営む企業である。

## 沿革
- 1947年 - 戦前、大日本航空株式会社が自主解散をする過程において、清算方式による現物出資のかたちで、新会社「三路興業株式会社」を設立。羽田を始めとする国内主要空港の不動産等関連施設を管理運営する会社として出発する。
- 1948年 - 商号を「国際不動産株式会社」に変更。
- 1954年 - 商号を国際航業株式会社に変更。
- 1949年 - 子会社日本航測株式会社を設立し、航空写真測量業に進出。
- 1970年 - 空港施設部門を空港施設株式会社として分離独立、空港資産とこれに関する営業の全てを譲渡し、賃貸ビル事業へ転進。
- 1973年 - 住宅分譲事業へ進出。
- 2008年 - 国際航業ホールディングス株式会社の傘下として、会社分割により国際航業株式会社から不動産事業会社の国際ランド&ディベロップメント株式会社が分社独立。
- 2012年 - 日本アジアグループ株式会社が、太陽光発電事業を行う企業として（旧）JAG国際エナジー株式会社を設立。
- 2015年 -  国際ランド&デベロップメント株式会社が（旧）JAG国際エナジー株式会社を吸収合併し、「JAG国際エナジー株式会社」に商号変更
- 2019年 - 子会社の国際ビルマネジメント株式会社を合併した。
- 2021年
  - 9月7日 -　完全親会社の日本アジアグループ株式会社が当社株式の65%をカーライル・グループのグリーンホールディングスLPに譲渡した[1]。
  - 9月14日 -　グリーンホールディングスLPが当社の完全親会社となった[2]。
- 2022年10月 - 「株式会社エネウィル」に商号変更[3]。

## 子会社
- エネウィルインベストメントマネジメント株式会社
- 株式会社エネウィルパワーエンジニアリング
- 宮崎ソーラーウェイ株式会社
- Miraiつのエナジー株式会社
- みよしエナジー株式会社
- 気仙沼グリーンエナジー株式会社